# Technorati
Technorati – wyspecjalizowana wyszukiwarka internetowa do blogów. Od roku 2002 zaindeksowała ponad 133 miliony blogów. Jest uważana za jeden z typowych przykładów stron Web 2.0.
Technorati jest zablokowane w Chińskiej Republice Ludowej.